# Transport w Kenii
Ten artykuł dotyczy systemu transportu w Kenii.

## Transport drogowy

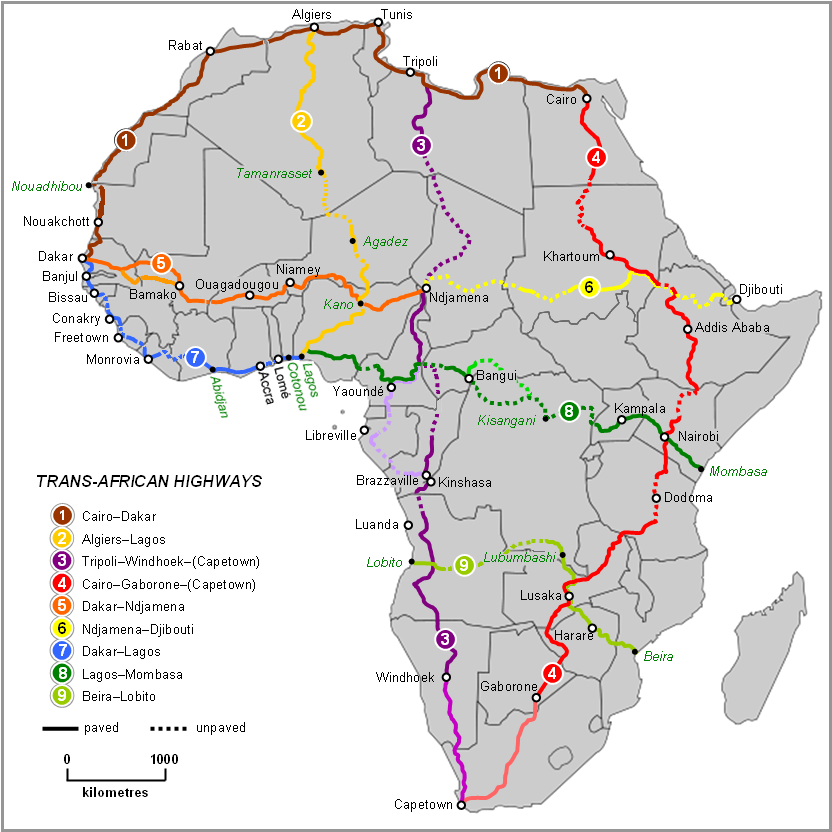
Sieć Trans-African Highways

| Nawierzchnia | Typ            | Długość    | Razem      |
| ------------ | -------------- | ---------- | ---------- |
| asfaltowa    | autostrady     | 8 500 km   | 14 420 km  |
| asfaltowa    | drogi miejskie | 1 872 km   | 14 420 km  |
| asfaltowa    | drogi wiejskie | 4 048 km   | 14 420 km  |
| nieasfaltowa | wszystkie      | 147 032 km | 147 032 km |
| Łącznie:     | Łącznie:       | Łącznie:   | 161 452 km |

### Trans-African Highways
Przez Kenię przebiegają dwie drogi trans-afrykańskie (ang. Trans-African Highways) z numerem:
- 4, Kair - Gaborone (-Kapsztad);
- 8, Lagos - Mombasa.

Obie trasy przecinają się w Nairobi, stolicy Kenii.

### Klasyfikacja dróg w Kenii

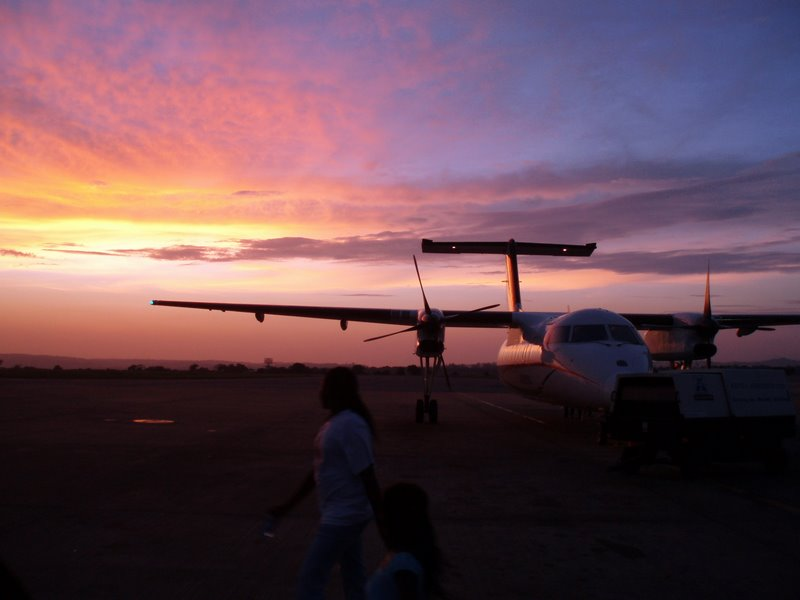
Zachód słońca w Porcie lotniczym Mombasa-Moi

Drogi w Kenii klasyfikuje się w następujący sposób (na rok 2022):

Sieć głównych dróg w Kenii na rok 2013.

| Symbol | Nazwa klasy                     | Przykład         | Asfaltowe    | Nieasfaltowe  | Łączna długość dróg tej klasy | Opis |
| ------ | ------------------------------- | ---------------- | ------------ | ------------- | ----------------------------- | --- |
| S      | Droga klasy S                   | S1, S2, S3       | 123,11 km    | -             | 123,11 km                     | Autostrada, która łączy co najmniej dwa miasta lub zapewnia obwodnicę przez miasto i bezpiecznie prowadzi wiele pojazdów przy największej prędkości operacyjnej. |
| A      | Międzynarodowe drogi krajowe    | A1, A14          | 4 551,45 km  | 1919,92 km    | 6 471,37 km                   | Łączą ośrodki o znaczeniu międzynarodowym i przekraczają granice międzynarodowe lub kończą się w międzynarodowych portach bądź portach lotniczych.               |
| B      | Drogi krajowe                   | B1, B153         | 7 002,87 km  | 7 959,20 km   | 14 962,07 km                  | Łączą ośrodki o znaczeniu krajowym (np. stolice prowincji). |
| C      | Drogi pierwszorzędne            | C107, C111, C115 | 2 693 km     | 5 164 km      | 7 857 km                      | Łączą ośrodki o znaczeniu prowincjonalnym (np. stolice hrabstw) ze sobą lub z drogami wyższej klasy.                                                             |
| D      | Drogi drugorzędne               | -                | 1 238 km     | 9 483 km      | 10 721 km                     | Łączą ważne lokalnie ośrodki ze sobą, z ważniejszymi ośrodkami lub z drogą wyższej klasy.                                                                        |
| E      | „Minor Roads”                   | -                | 577 km       | 26 071 km     | 26 649 km                     | Wszelkie powiązania z mniejszym ośrodkiem. |
| SPR    | Drogi specjalnego przeznaczenia |                  | 100 km       | 10 376 km     | 10 476 km                     | Typ ten dzieli się m.in. na: Drogi rządowe (G), drogi osadnicze (L), wiejskie drogi dojazdowe (R).                                                               |
| U      | Drogi niesklasyfikowane         |                  | 2 318 km     | 96 623 km     | 98 941 km                     | Wszystkie inne publiczne drogi i ulice. |
| RAZEM: | RAZEM:                          | RAZEM:           | 18 603,43 km | 157 596,12 km | 176 199,55 km                 | |

## Transport lotniczy
Największym portem lotniczym w Kenii jest Port lotniczy Jomo Kenyatta, położony 15 km od Nairobi.
W 2021 roku w Kenii znajdowało się 197 lotnisk, z czego 16 z utwardzonym pasem startowym, co umiejscowiło ją na 29. miejscu na świecie pod względem liczby portów lotniczych.

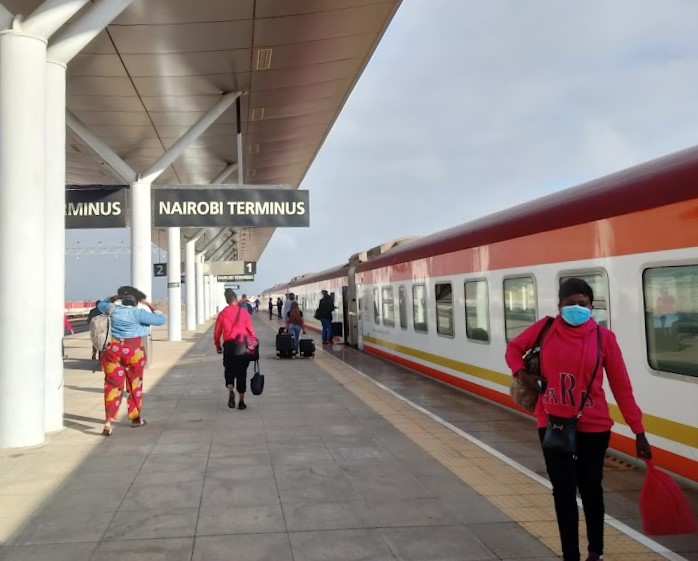
Stacja Nairobi Terminus na linii kolejowej Nairobi-Mombasa, rok 2022.

## Transport kolejowy
Łączna długość sieci kolejowej Kenii wynosi na 2018 rok 3819 km. Narodowym przewoźnikiem jest Kenya Railways Corporation.

## Transport wodny

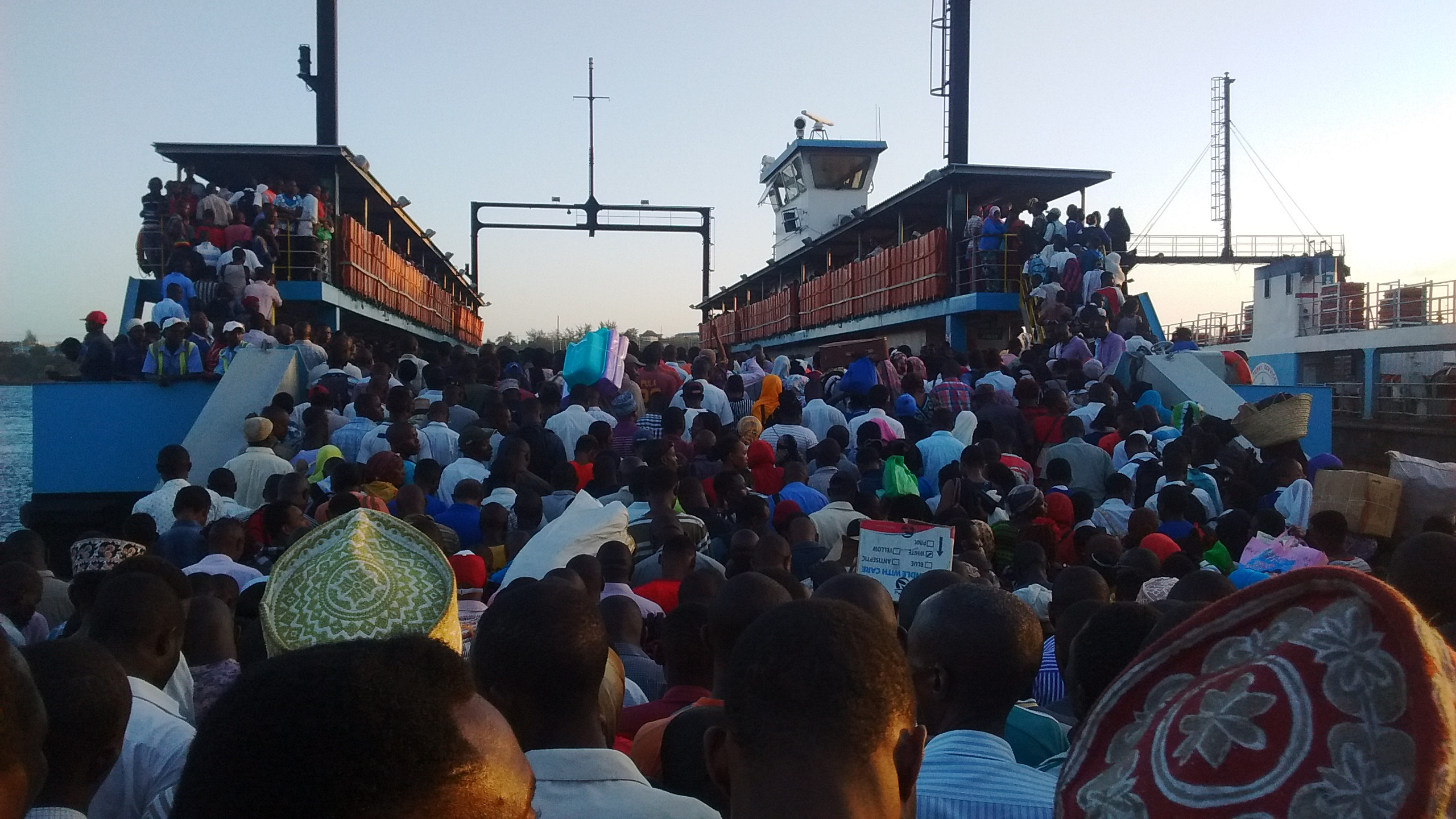
Zatłoczony prom w porcie w Mombasie

W Kenii na rok 2011 nie istniał wodny transport śródlądowy (np. rzeczny) z wyjątkiem należącej do Kenii części Jeziora Wiktorii, nad którym leży miasto Kisumu. Odbywają się z niego kursy promów do Tanzanii i Ugandy.

### Porty
Głównym portem nad Oceanem Indyjskim jest Mombasa, a nad Jeziorem Wiktorii – Kisumu.